# Félix Tiberghien
Félix Paul Tiberghien (Saint-Denis, 2 mei 1844 - Manage, 5 oktober 1898) was een Belgisch senator en burgemeester.

## Biografie

### Familie
Félix Tiberghien was een zoon van Pierre Tiberghien en Mélanie Marischal. Zijn vader was bankier, medestichter van Charbonnages de Mariemont, voorzitter van verzekeraar Les Propriétaires Réunis, bestuurder van Fonderies de Cuivre de Romilly en katoenfabrikant in Heylissem en Saint-Denis. Zijn moeder was een schoonzus van politicus Guillaume Van Volxem en industrieel Abel Warocqué.
Hij trouwde in 1871 in Brussel met Elisa Libert (°1840), dochter van industrieel Pierre Libert. Ze was de weduwe van zijn neef Léon Warocqué. Ze kregen een dochter.
- Marie-Henriette Tiberghien (1880-1935), trouwde in 1898 in Brussel met jhr. Paul de Prelle de la Nieppe (1876-1939), burgemeester van Manage, zoon van jhr. Charles-Emmanuel de Prelle de la Nieppe, procureur-generaal bij het hof van beroep in Brussel. Ze kregen een zoon, maar zonder nakomelingen.

Hij was een schoonbroer van Edouard de Haussy, industrieel en senator.

### Loopbaan
Tiberghien was provincieraadslid van Henegouwen van 1879 tot 1888 en burgemeester van Manage van 1880 tot aan zijn dood.
In 1888 werd hij verkozen tot senator voor het arrondissement Brussel als vertegenwoordiger van de kortstondige partij van onafhankelijken, die na enkele jaren opging in de Katholieke Partij. Hij vervulde dit mandaat tot in 1892.